# Чемпіонат світу з трекових велоперегонів 2016 — гонка за очками (чоловіки)
Гонка за очками серед чоловіків на Чемпіонаті світу з трекових велоперегонів 2016 відбулась 4 березня 2016. Джонатан Діббен з Великої Британії виграв золоту медаль.

## Результати
Спортсмени здолали 160 кіл (40 км) з 16 спринтами.
| Місце | Ім'я                     | Країна          | Очки за спринт | Очки за коло | Загалом очок |
| ----- | ------------------------ | --------------- | -------------- | ------------ | ------------ |
| 1     | Джонатан Діббен          | Велика Британія | 28             | 20           | 48           |
| 2     | Андреас Ґраф             | Австрія         | 28             | 20           | 48           |
| 3     | Кенні Де Кетеле          | Бельгія         | 23             | 20           | 43           |
| 4     | Бенжамін Томас           | Франція         | 21             | 20           | 41           |
| 5     | Ейя Хасімото             | Японія          | 11             | 20           | 31           |
| 6     | Роман Романов            | Білорусь        | 13             | 0            | 13           |
| 7     | Сем Велсфорд             | Австралія       | 7              | 0            | 7            |
| 8     | Луїс Фернандо Сепульведа | Чилі            | 6              | 0            | 6            |
| 9     | Чен Кін Лок              | Гонконг         | 6              | 0            | 6            |
| 10    | Микита Панасенко         | Казахстан       | 3              | 0            | 3            |
| 11    | Ян Голт                  | США             | 2              | 0            | 2            |
| 12    | Елой Теруель             | Іспанія         | 1              | 0            | 1            |
| 13    | Клаудіо Імхоф            | Швейцарія       | 0              | 0            | 0            |
| 14    | Войцех Пщоларський       | Польща          | 1              | −20          | −19          |
| 15    | Артур Єршов              | Росія           | 0              | −20          | −20          |
| 16    | Мартін Блага             | Чехія           | 0              | −20          | −20          |
| —     | Віталій Гринів           | Україна         | DNF            | DNF          | DNF          |
| —     | Люк Маджвей              | Нова Зеландія   | DNF            | DNF          | DNF          |
| —     | Іво Олівейра             | Португалія      | DNF            | DNF          | DNF          |
| —     | Ліам Бертаццо            | Італія          | DNF            | DNF          | DNF          |
| —     | Фелікс Інгліш            | Ірландія        | DNF            | DNF          | DNF          |
| —     | Лайф Лампатер            | Німеччина       | DNF            | DNF          | DNF          |